# رشته اصلی

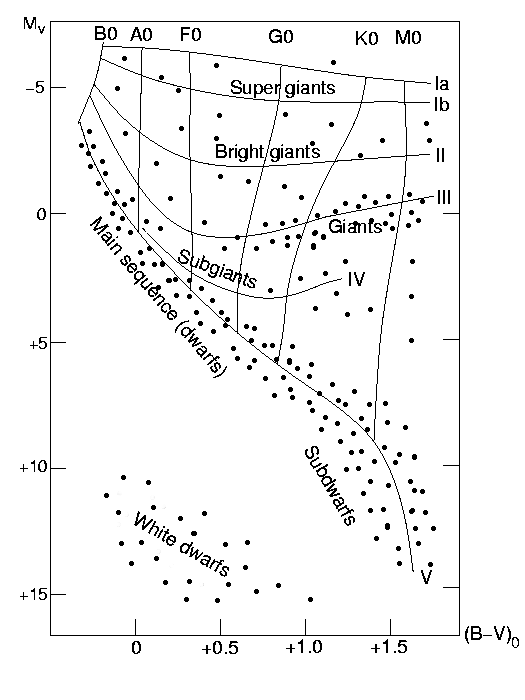
رشتهٔ اصلی

رشتهٔ اصلی در ستاره‌شناسی، به منحنی‌ای در نمودار هرتسپرونگ راسل که بیشتر ستارگان در آن قرار دارند، گفته می‌شود. رشته اصلی طبقه‌ای از ستارگان را شامل می‌شود که بین درخشندگی، اندازه و دمای آن‌ها رابطهٔ پایداری وجود دارد و یک ستاره در میانسالی به این حالت می‌رسد. سن کنونی خورشید ما سن میانسالی است.
به ستارگانی که در این نمودار بر روی این رشته و منحنی قرار گرفته اند ستارگان رشتهٔ اصلی یا ستارگان کوتوله گفته می‌شود.

## داده‌های رشتهٔ اصلی
جدول زیر نمایانگر مقادیری است که ویژه ستارگان قرار گرفته بر روی رشتهٔ اصلی هستند.
| ردهٔ ستاره | شعاع | جرم  | درخشندگی  | دما    |
| --------- | ---- | ---- | --------- | ------ |
| ردهٔ ستاره | R/R☉ | M/M☉ | L/L☉      | K      |
| O۲        | ۱۶   | ۱۵۸  | ۲٬۰۰۰٬۰۰۰ | ۵۴٬۰۰۰ |
| O۵        | ۱۴   | ۵۸   | ۸۰۰٬۰۰۰   | ۴۶٬۰۰۰ |
| B۰        | ۵٫۷  | ۱۶   | ۱۶٬۰۰۰    | ۲۹٬۰۰۰ |
| B۵        | ۳٫۷  | ۵٫۴  | ۷۵۰       | ۱۵٬۲۰۰ |
| A۰        | ۲٫۳  | ۲٫۶  | ۶۳        | ۹٬۶۰۰  |
| A۵        | ۱٫۸  | ۱٫۹  | ۲۴        | ۸٬۷۰۰  |
| F۰        | ۱٫۵  | ۱٫۶  | ۹٫۰       | ۷٬۲۰۰  |
| F۵        | ۱٫۲  | ۱٫۳۵ | ۴٫۰       | ۶٬۴۰۰  |
| G۰        | ۱٫۰۵ | ۱٫۰۸ | ۱٫۴۵      | ۶٬۰۰۰  |
| G۲        | ۱٫۰  | ۱٫۰  | ۱٫۰       | ۵٬۹۰۰  |
| G۵        | ۰٫۹۸ | ۰٫۹۵ | ۰٫۷۰      | ۵٬۵۰۰  |
| K۰        | ۰٫۸۹ | ۰٫۸۳ | ۰٫۳۶      | ۵٬۱۵۰  |
| K۵        | ۰٫۷۵ | ۰٫۶۲ | ۰٫۱۸      | ۴٬۴۵۰  |
| M۰        | ۰٫۶۴ | ۰٫۴۷ | ۰٫۰۷۵     | ۳٬۸۵۰  |
| M۵        | ۰٫۳۶ | ۰٫۲۵ | ۰٫۰۱۳     | ۳٬۲۰۰  |
| M۸        | ۰٫۱۵ | ۰٫۱۰ | ۰٫۰۰۰۸    | ۲٬۵۰۰  |
| M۹٫۵      | ۰٫۱۰ | ۰٫۰۸ | ۰٫۰۰۰۱    | ۱٬۹۰۰  |